# Копа (Хромтауський район)
Копа́ (каз. Қопа) — село у складі Хромтауського району Актюбінської області Казахстану. Адміністративний центр Копинського сільського округу.
Населення — 723 особи (2021; 784 у 2009, 1226 у 1999, 852 у 1989).